# Museu de Arte Sacra de São Paulo

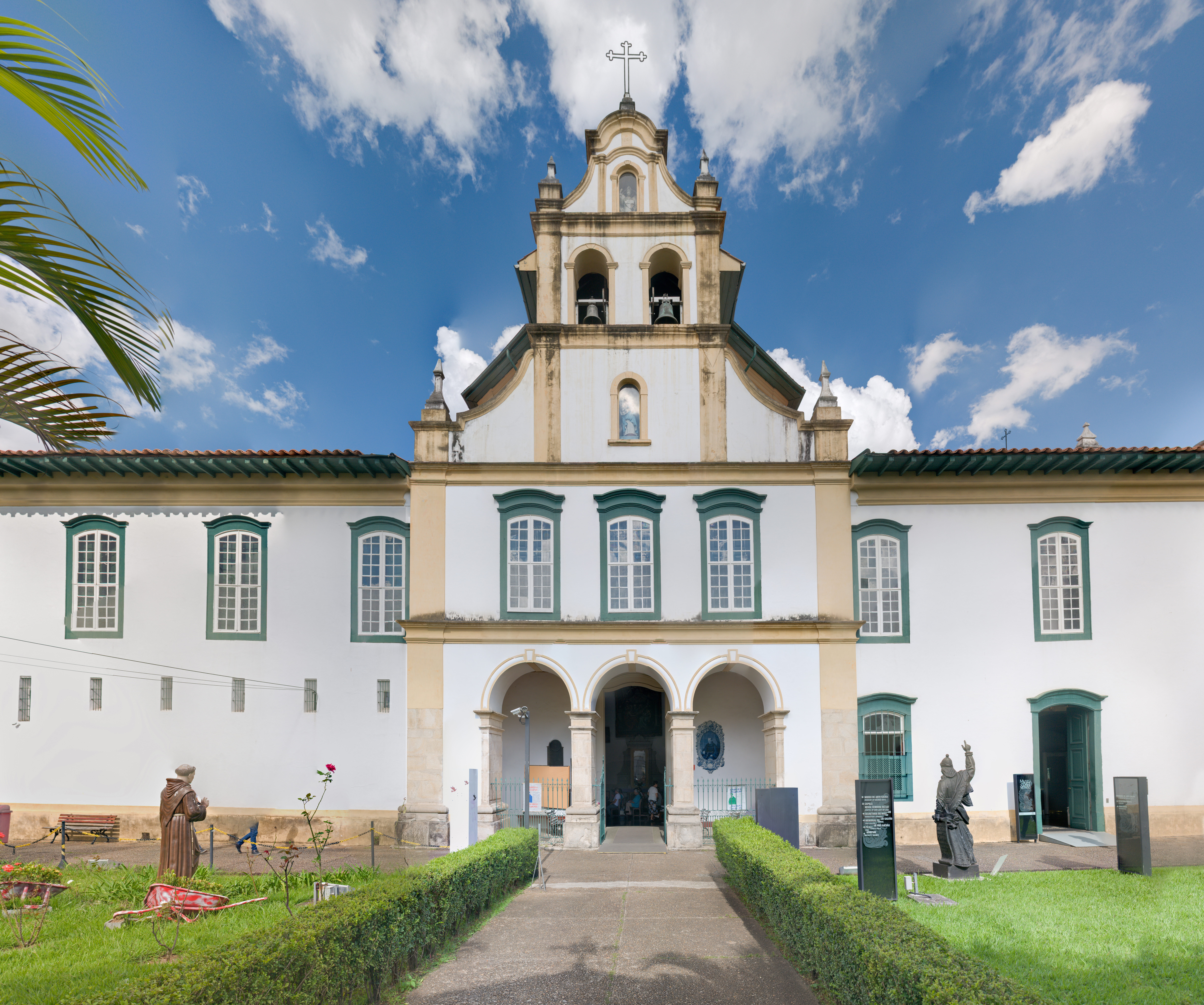
Museu de Arte Sacra de São Paulo

Das Museu de Arte Sacra de São Paulo ist ein Museum für sakrale, christliche Kunst in der Stadt São Paulo (Brasilien). Das im ehemaligen Kloster Mosteiro da Luz untergebrachte Museum zeigt vor allem sakrale Bilder, Skulpturen, Schmuck- und Möbelstücke vorwiegend aus der Zeit vom 16. bis 20. Jahrhundert. In einem Anbau beherbergt es eine Sammlung von Krippen. Ein wesentlicher Teil der Ausstellungsstücke stammt aus Kirchen von São Paulo und Brasilien. 
Das Museum wurde aufgrund einer Vereinbarung zwischen der Regierung und der Erzdiözese São Paulo 1970 gegründet. Neben der Ausstellung hat das Museum eine Bibliothek und ein Forschungszentrum. Ferner führt es museumspädagogische Aktivitäten durch.
Das Museumsgebäude (Mosteiro da Luz) wurde im 18. Jahrhundert erbaut. Die Regierung des Bundesstaates Sao Paulo hält das Gebäude für das wichtigste Beispiel kolonialer Architektur São Paulos aus dieser Zeit.